# Pedicularis palustris
Pedicularis palustris es una planta herbácea de la familia Orobanchaceae, anteriormente clasificado en las escrofulariáceas.

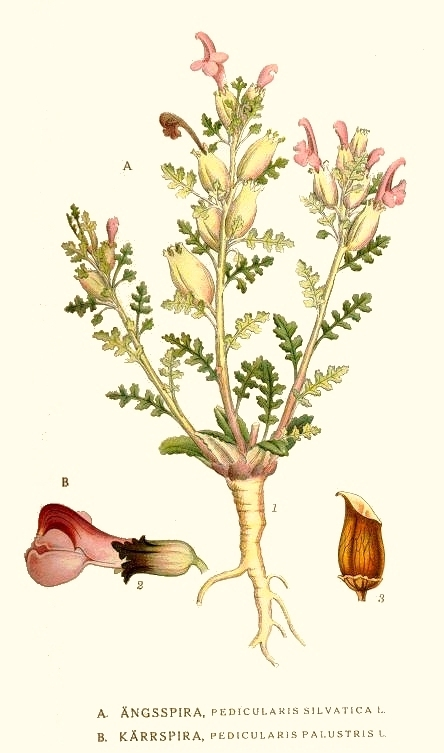
Ilustración

## Caracteres
Generalmente bienal de tallo ramoso y glabro o espaciadamente peloso, de hasta 70 cm. Hojas lineales a ampliamente lanceoladas, divididas con segmentos lobulados o dentados y oblongos, glabras. Flores normalmente rosa rojizas de 1,5-2,5 cm, en inflorescencia espiciforme laxa, a menudo interrumpida abajo, con brácteas foliáceas, las más altas trilobuladas. Cáliz bilabiado, hinchado al fructificar. Florece en primavera y verano.

## Hábitat
Prados húmedos, turberas, pantanos, brezales húmedos.

## Distribución
Europa, por el sur hasta los Pirineos, norte de Italia, sur de Bulgaria y los Urales.

## Taxonomía
Pedicularis palustris fue descrita por Carlos Linneo y publicado en Species Plantarum 2: 607. 1753.
Etimología
Pedicularis: nombre genérico que deriva de la palabra latína pediculus que significa "piojo", en referencia a la antigua creencia inglesa de que cuando el ganado pastaba en estas plantas, quedaban infestados con piojos.
palustris: epíteto latíno que significa "palustre, sobre el agua" 
Sinonimia
- Pedicularis erecta Gilib.[4]